# Omaheke
Omaheke (von 1990 bis 1992 Eastern) ist eine der 14 Regionen von Namibia und das Stammland der Herero. Omaheke hat eine Fläche von 84.731 Quadratkilometern (etwas größer als Österreich) mit einer Bevölkerung von knapp 10.3000 Einwohnern (Stand 2023). Sie ist die fünftgrößte und bevölkerungsärmste Region Namibias.

Cattle Country Statue in Gobabis

Die Region Omaheke, Otjiherero für „Sandveld“, ist im Wesentlichen durch die Ausläufer der Omaheke, eines Landschaftsbereichs der Kalahari, gekennzeichnet. Savannen, Akazien und Kameldornbäume bestimmen das Bild.

## Geschichte
Während des Aufstands der Herero im damaligen Deutsch-Südwestafrika versuchten 1904 die geschlagenen Herero nach der Schlacht am Waterberg, ihren für diesen Fall geplanten und mit der britischen Protektoratsmacht abgestimmten Rückzug durch die Omaheke nach Betschuanaland, dem heutigen Botswana, durchzuführen. Die deutsche Kolonialmacht wies ihre Truppen an, den Flüchtenden nachzusetzen und sie „[…] immer wieder von event. dort gefundenen Wasserstellen zu verjagen […]“. Ein großer Teil der Flüchtenden verdurstete in der Omaheke. Das Vorgehen der deutschen Kolonialmacht gilt in der Wissenschaft als der erste Völkermord des 20. Jahrhunderts. Diejenigen, welche das Ziel erreichten, kehrten nach Bekanntwerden der Aufhebung des sogenannten Vernichtungsbefehls in ihre Stammesgebiete zurück.

## Bevölkerung
Laut der Volkszählung 2011 sprechen 41,5 Prozent der Einwohner der Region Otjiherero als Hauptsprache. Es folgen Khoekhoegowab mit 28,1 Prozent und Afrikaans mit 10 Prozent. 0,4 Prozent der Einwohner nutzen Deutsch als Hauptsprache.

## Regionalpolitik
- SWAPO: 5
- NUDO: 2

### Verwaltungsgliederung
1. Aminuis
2. Epukiro
3. Gobabis
4. Kalahari
5. Okarukambe
6. Otjinene
7. Otjombinde

Wahlkreise in Omaheke

Zudem finden sich (Stand Dezember 2015) in der Region vier Lokalverwaltungen und sieben Siedlungen:
- Gobabis – Gemeinde / Stadt
- Leonardville – Dorf
- Otjinene – Dorf
- Witvlei – Dorf
- Aminuis – Siedlung

- Buitepos – Siedlung

- Corridor 13 – Siedlung

- Epukiro – Siedlung

- Omitara – Siedlung

- Summerdown – Siedlung

- Talismanus  – Siedlung

## Wirtschaft

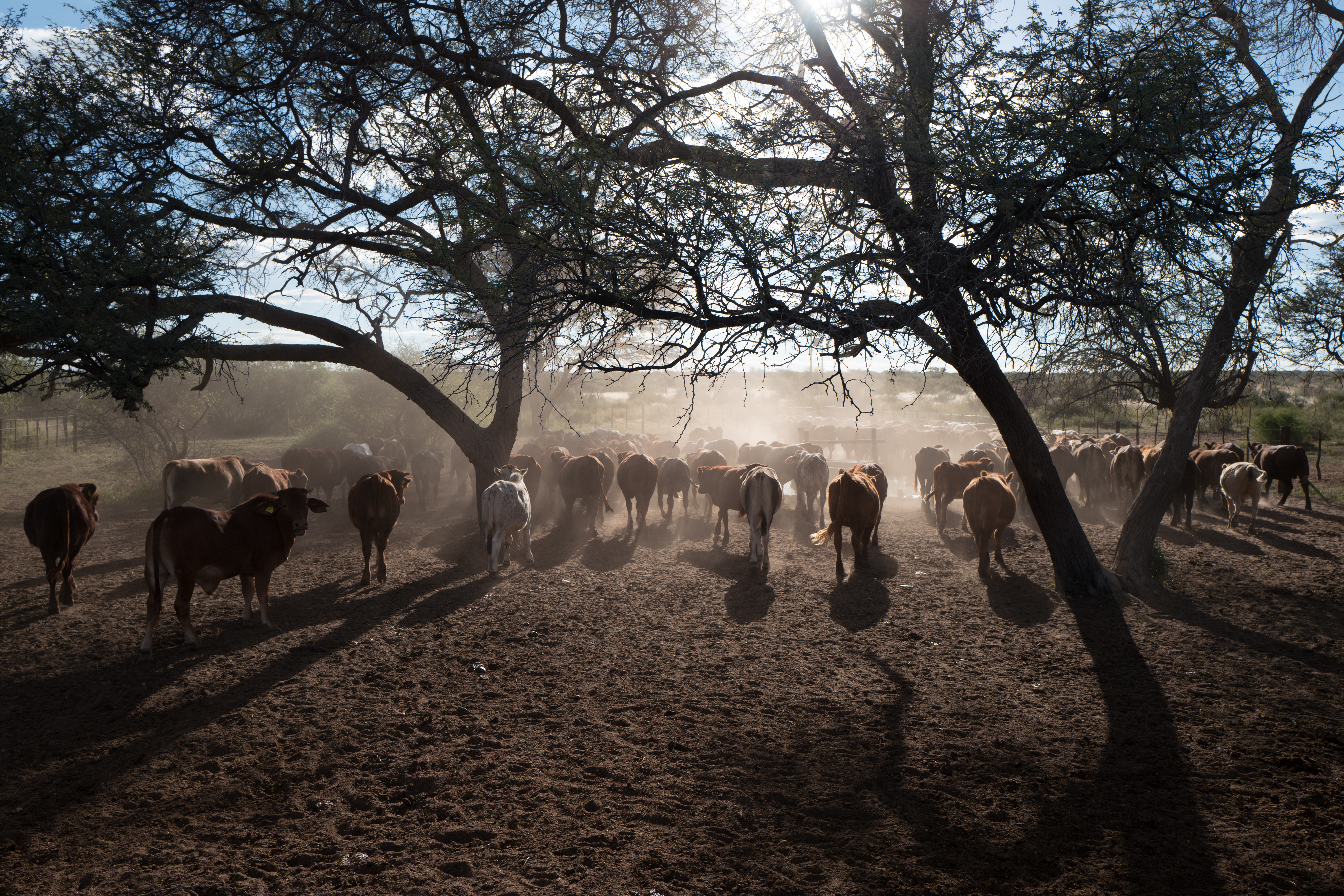
Typische Rinderfarm bei Gobabis

Der Großteil des Landes wird von den rund 800 großen Farmen genutzt, die hier vor allem Rinderzucht betreiben.